# Округ Мејкон (Џорџија)
Округ Мејкон (енгл. Macon County) је округ у америчкој савезној држави Џорџија.

## Демографија
По попису из 2010. године број становника је 14.740, што је 666 (4,7%) становника више него 2000. године.
| Група             | 2000.         | 2010.         |
| Белци             | 5.184 (36,8%) | 4.961 (33,7%) |
| Афроамериканци    | 8.371 (59,5%) | 8.933 (60,6%) |
| Азијати           | 85 (0,6%)     | 195 (1,3%)    |
| Хиспаноамериканци | 364 (2,6%)    | 527 (3,6%)    |
| Укупно            | 14.074        | 14.740        |